# König Hirsch
König Hirsch ist eine Oper in drei Akten von Hans Werner Henze. Das Libretto dazu stammt von Heinz von Cramer und basiert auf dem Märchenspiel Il re cervo von Carlo Gozzi. Seine Uraufführung erlebte das Werk am 23. September 1956 an der Städtischen Oper Berlin in einer auf dreieinhalb Stunden gekürzten Fassung (Dirigent: Hermann Scherchen, Regie: Leonard Steckel). Der große Erfolg wurde durch Gegendemonstrationen gestört. Ohne Striche ging die Oper erstmals am 5. Mai 1985 in der Staatsoper Stuttgart über die Bühne, diesmal mit einhelligem Erfolg (Dirigent: Dennis Russell Davies, Regie: Hans Hollmann).

## Handlung

### Ort und Zeit
Die Oper spielt in einer südlichen Landschaft – einer Art Venedig zwischen Wald und Meer – in märchenhafter Zeit.

### Erster Akt
Nachdem der König des Landes gestorben war, sollte eigentlich sein Sohn den Thron besteigen. Dieser aber war noch ein Kind, und so hatte der faschistisch geprägte Statthalter ein leichtes Spiel, selbst die Macht an sich zu reißen. Er setzte kurzerhand den Prinzen im Wald aus und hoffte, dass er den wilden Tieren eine willkommene Beute sein werde. Es kam aber alles ganz anders: Die Tiere nahmen sich des Kindes an und zogen es groß.
Inzwischen sind viele Jahre vergangen. Das Kind ist zu einem schönen Jüngling herangereift. Jetzt ist es für ihn an der Zeit, sein rechtmäßiges Erbe anzutreten. Die Tiere geleiten den jungen Mann zur Stadt, in der er zum König gekrönt werden soll. Schweren Herzens nehmen sie Abschied von ihrem einstigen Schützling. Misstrauisch verfolgt der machthungrige Statthalter das Schauspiel. Er vermag jedoch nicht zu verhindern, dass die Inthronisation stattfindet. Bald darauf beabsichtigt er, den König ermorden zu lassen. Als Werkzeug dazu hat er sich Coltellino auserkoren. Dieser aber ist nicht nur ziemlich schwach im Geiste, sondern auch äußerst furchtsam. So ist es verständlich, dass der Plan des Statthalters zum Scheitern verurteilt ist.
Der junge Herrscher verfügt, dass in seinem Reich alle jungen Mädchen im heiratsfähigen Alter bei ihm vorzusprechen hätten, damit er eines von ihnen zur Braut erwählen könne. Keine freut sich über diesen Erlass mehr als die kesse Scollatella, eine Frauensperson, welche die Gabe hat, sich zu vervierfachen. Der König aber findet an keiner der Scollatellen so richtig Gefallen. Sein Herz erwärmt sich vielmehr für ein ganz bescheidenes, liebenswertes Mädchen aus dem Volk. Für beide ist es Liebe auf den ersten Blick.
Und wieder schmiedet der Statthalter fürchterliche Mordpläne. Jetzt will er diese junge Frau für seine Zwecke einspannen. Er steckt ihr einen Dolch zu und verlangt von ihr, ihn dem König bei nächstbester Gelegenheit in die Brust zu rammen. Als sich das Mädchen weigert, die schreckliche Tat auszuführen, wird es vom Statthalter bezichtigt, den König ermorden zu wollen und in den Kerker geworfen. Nachdem dies dem König zu Ohren gekommen ist, verlangt er die sofortige Freilassung der Gefangenen. Der Statthalter aber verweist ihn auf ein altes Gesetz, das in solchen Fällen die Todesstrafe verlangt. Unter diesen Umständen will der König nicht länger sein Amt behalten. Er reißt sich die Krone vom Haupt und übergibt sie dem Statthalter. Zusammen mit einem Papagei kehrt er in den Wald zurück. Der fiese Statthalter hat auch ohne Morden sein Ziel erreicht.

### Zweiter Akt
Dem Statthalter kommen Bedenken, ob er richtig gehandelt habe, als er den König in den Wald ziehen ließ. Wer garantiert ihm, dass er nicht in das Schloss zurückkehrt? Erzürnt über die Unfähigkeit des von ihm gedungenen Mörders Coltellino will er die Sache jetzt selbst in die Hand nehmen. Bewaffnet mit einem scharfen Messer macht er sich auf in den Wald. Kaum hat er den König erspäht, schleudert er sein Messer nach ihm. Geistesgegenwärtig wirft sich der Papagei vor den König und fängt mit seinem Gefieder das Messer ab.
Der verträumte Bursche Checco vermisst seinen Papagei. Er vermutet, dass das Tier dem König in den Wald gefolgt ist. Deshalb macht auch er sich auf, den Vogel zu suchen. Er findet ihn schwer verletzt, kann ihn aber gerade noch retten. Da erfährt er von dem Papagei den Zauberspruch, mit dem man sich verwandeln kann: „Was verwandelt, kann helfen. Nur wer tötet, bedroht. Was nicht tötet, verwandelt. Es hilft, was bedroht.“
Der Statthalter sieht Checco an, dass ihn ein Geheimnis umgibt. Unter Androhung von Gewalt zwingt er ihn, ihm den Zauberspruch zu verraten. In den Augen seines Papageis erkennt Checco, was der von ihm verhasste Statthalter und der von ihm verehrte König gerade treiben. Bestürzt muss er feststellen, wie der König von seinem Peiniger in einen Hirsch verwandelt wird. Der Statthalter selbst nutzt den Zauberspruch für sich in der Weise, dass er die Gestalt des Königs annimmt. Dies hindert ihn aber nicht daran, von seinem Plan abzulassen, den verhassten Rivalen zu töten. Er befiehlt seinen Jägern, den Hirsch gnadenlos zu verfolgen und zur Strecke zu bringen. Plötzlich rücken die Bäume des Waldes dicht zusammen und bilden eine Mauer, die König Hirsch vor seinen Verfolgern schützt.

### Dritter Akt
König Hirsch sehnt sich nach dem Mädchen, für das sein Herz entflammt ist und das er immer noch im Gefängnis wähnt. Deshalb verlässt er den schützenden Wald und begibt sich in die Stadt. Über dieser lastet ein Gefühl der Trostlosigkeit. Unkraut überwuchert die Häuser; deren Bewohner machen einen traurigen Eindruck. Die Züge des Königs Hirsch hellen sich erst wieder auf, als er das geliebte Mädchen in Freiheit erblickt. Dieses fürchtet sich zwar vor dem großen Tier, wird aber den Eindruck nicht los, dass es ein Geheimnis mit sich herumträgt.
Nachdem König Hirsch seinen Weg fortgesetzt hat, tritt der falsche König auf das Mädchen zu und umschmeichelt es. Die junge Frau fühlt jedoch, dass dieser nicht ihr Geliebter ist, auch wenn er in dessen Gestalt daherkommt. Brüsk weist sie den Aufdringlichen ab und rennt davon.
Das Volk bestaunt den stolzen Hirsch, der sich in der Mitte des großen Platzes aufgestellt hat. Ihn umgibt eine Aura, die alle in seinen Bann zieht. Misstrauisch beäugt der falsche König das Verhalten der Untertanen. Er zieht eine Pistole und zielt auf das Tier. Im selben Augenblick treten die Windgeister auf den Plan. Sie bewirken, dass der gedungene Mörder Coltellino, der ebenfalls eine Pistole auf den Hirsch gerichtet hat, diese nun auf den Despoten lenkt. Sofort löst sich ein Schuss und streckt den verhassten Statthalter nieder.
Langsam nähert sich König Hirsch der Leiche. Jetzt hält er den Zeitpunkt für gekommen, sich mit der Zauberformel des Papageis in seine ursprüngliche Gestalt zurückzuverwandeln. Das Volk atmet auf, als es seinen neuen Herrscher sieht. Der schöne Jüngling reicht seine Hand dem geliebten Mädchen. Unter den Jubelrufen des Volkes wird Hochzeit gefeiert. Alle spüren, dass dies der Beginn einer besseren Zeit ist.

## Orchesterbesetzung
Die Orchesterbesetzung der Oper umfasst die folgenden Instrumente:
- 3 Flöten (3. auch Piccolo), 2 Oboen, Englischhorn, 2 Klarinetten, Bassklarinette, 2 Fagotte, Kontrafagott
- 4 Hörner, 3 Trompeten (3. auch Piccolotrompete), 2 Posaunen, Tuba
- Pauken, Schlagzeug: Glockenspiel, Xylophon, Triangel, Röhrenglocken, hängende Becken, Beckenpaar, Tamtam, 3 Tomtoms, Tamburin, Kleine Trommel, Militärtrommel, Große Trommel mit und ohne Becken, Claves, Maracas, Legno, Gegenschlagstöcke, Rumbaglocke
- Gitarre, Mandoline, Harfe
- Celesta, Cembalo, Akkordeon, Klavier, Orgel (ad lib.)
- Streichorchester
- Bühnenmusik: Flöte, Klarinette, 4 Hörner, 3 Trompeten, Schlagzeug (Triangel, kleine Glocken, Röhrenglocken, hängendes Becken, Beckenpaar, Tamburin, 2 kleine Trommeln, Militärtrommel, große Trommel, Glockenspiel, Vibraphon), Mandoline, Celesta, Orgel, Violine

## Werkgeschichte

### Entstehung
Henze komponierte König Hirsch 1953 bis 1955. Die Partitur trägt das Abschlussdatum „Pythacusa 12. Sept. 1955“. Der erste Akt ist William Walton und seiner Frau gewidmet, der zweite Giuseppina d’Avalos, der dritte Nuria Nono-Schoenberg und Luigi Nono.

### Rezeption
Die Uraufführung bei den Berliner Festwochen hatte, wie Der Spiegel berichtete, „beim Publikum und bei der Fachkritik einen sensationellen Erfolg […]. Ein internationales Publikum applaudierte 25 Minuten lang und rief die Mitwirkenden 53mal vor den Vorhang“. Eine kleine Gruppe konservativer Demonstranten versuchte mit Sprechchören wie „Wir wollen Lohengrin“ einen Skandal zu entfesseln.
Anlässlich der Uraufführung der ungekürzten Fassung 1985 lobte Horst Koegler die Partitur für „die Vielfalt ihrer musikalischen Mittel, die Henze wie aus einem Füllhorn über dieses tief- und nur manchmal ein bisschen schwachsinnige und dunkel wabernde Libretto ausgegossen hat. Da stehen zarteste Lyrismen, mal elisabethanisch, mal neapolitanisch umspielt, neben Zerbinetta-gewürzten Koloraturen, parodistische ‚Carmen‘-Zitate neben nächtlichem Waldweben, rabiate strawinskysche Kompaktrhythmen neben ausschweifenden Strauss-Kantilenen, plärrender Bänkelsang neben kunstvollem Madrigalsatz, die fernen Rufe der Jagdhörner neben dünnstimmigem Cembalo-, Mandolinen- und Gitarrengezirpe, schwirrende Celestaharmonien neben brutal auftrumpfendem Blech. Doch insgesamt ist dies eine eher zarte, filigran gesponnene Musik, die den Stimmen der Sänger schmeichelt und sie keinem Härte- und Ausdauertest unterwirft.“